# Соєвий Неро
«Соєвий Неро» (англ. Soy Nero) — міжнародно-спродюсований драматичний фільм, знятий Рафі Піттсом. Світова прем'єра стрічки відбулася 16 лютого 2016 року на Берлінському міжнародному кінофестивалі. Фільм розповідає про депортованого мексиканця на ім'я Неро, який незаконно повертається до США в пошуках своєї ідентичності.

## У ролях
- Джонні Ортіз — Неро
- Рорі Кокрейн — сержант Мак-Клауд
- Амл Амін — Бронкс

## Визнання
| Нагороди та номінації фільму «Соєвий Неро» | Нагороди та номінації фільму «Соєвий Неро» | Нагороди та номінації фільму «Соєвий Неро» | Нагороди та номінації фільму «Соєвий Неро» | Нагороди та номінації фільму «Соєвий Неро» | Нагороди та номінації фільму «Соєвий Неро» |
| Рік                                        | Кінопремія / Кінофестиваль                 | Категорія / Нагорода                       | Номінант                                   | Результат                                  |                                            |
| ------------------------------------------ | ------------------------------------------ | ------------------------------------------ | ------------------------------------------ | ------------------------------------------ | ------------------------------------------ |
| 2016                                       | Берлінський міжнародний кінофестиваль      | «Золотий ведмідь» за найкращий фільм       | «Соєвий Неро»                              | Номінація                                  |                                            |